# Luigi Tornielli di Borgolavezzaro
Luigi Tournielli di Borgolavezzaro (ur. 13 marca 1888 w Novarze, zm. w 1944 w Santa Margherita Ligure) – włoski bobsleista, olimpijczyk.

## Występy na IO
| Rok  | Igrzyska Olimpijskie | Konkurencja             | Wyniki                                 |
| 1924 | Chamonix             | czwórki/piątki mężczyzn | DNS w 2, 3, 4 ślizgu; nieklasyfikowany |